# لخ لاسکو
لخ لاسکو (انگلیسی: Lech Łasko؛ زادهٔ ۲ ژوئن ۱۹۵۶) مربی و بازیکن سابق والیبال اهل لهستان است.
لاسکو به همراه تیم ملی لهستان به مدال زلا المپیک ۱۹۷۶ دست یافت و سه نایب قهرمانی اروپا را نیز در کارنامه خود دارد.